# Diocèse de Viterbe
Le diocèse de Viterbe (en latin : Dioecesis Viterbiensis ; en italien : Diocesi di Viterbo) est un diocèse de l'Église catholique en Italie sous exemption et appartenant à la région ecclésiastique du Latium.

## Territoire
Le diocèse est situé dans une partie de la province de Viterbe dont l'autre partie dans les diocèses Civitavecchia-Tarquinia et d'Orvieto-Todi. Son territoire est d'une superficie de 2 161 km2 divisé en 97 paroisses regroupées en 6 archidiaconés. L'évêché est à Viterbe où se trouve la cathédrale Saint-Laurent. Dans la même ville, l'église de Sainte-Rose (it) garde le corps de sainte Rose de Viterbe. Le sanctuaire du crucifix d'Ischia di Castro et la Vierge de Quercia sont deux autres lieux de pèlerinages. Le diocèse possède cinq cocathédrales : La cathédrale Sainte-Marguerite (it) de Montefiascone, la cathédrale Saint-Jacques de Tuscania, la cathédrale San Nicola de Bagnoregio, la cathédrale du saint Sépulcre d'Acquapendente et l'abbaye de San Martino al Cimino à San Martino al Cimino, une frazione de Viterbe.

## Histoire
Le diocèse de Viterbe est érigé par le pape Célestin III entre le 3 août et le 4 octobre 1192. La bulle d'érection est perdue, mais le successeur de Célestin, le pape Innocent III, par la bulle Ex privilegio du 12 octobre 1207, confirme les décisions de son prédécesseur, à savoir que « Viterbiense oppidum onorabile civitatis nomine insignivit et pontificalis cathedrae honore decoravit », et que le nouveau diocèse est uni au diocèse de Tuscania (it). Le premier évêque des sièges unis est Giovanni qui porte le double titre d'évêque de Viterbe et Tuscania (Episcopus Viterbiensis et Tuscanensis). Les deux sièges restent unis jusqu'en 1986, soit près de huit cents ans. Cependant, le clergé et le chapitre de Tuscania soulèvent périodiquement des difficultés pour désapprouver l'union avec Viterbe. En 1294, le pape Célestin V doit confirmer à nouveau les décisions prises par ses prédécesseurs. Il est décidé par la suite que pour les actes épiscopaux rédigés à Tuscania, le titre est « Episcopus Tuscanensis et Viterbiensis », tandis que pour les documents rédigés à Viterbe, est « Episcopus Viterbiensis et Tuscanensis » . La controverse est ravivée au XVIIe siècle ; la rote romaine de 1614 établit que les sièges de Tuscania et Viterbe sont unis aeque principaliter.
Lors de la seconde moitié du XIIIe siècle, entre 1254 et 1280, Viterbe est le siège des papes et de la curie romaine. C'est pour cette raison que l'évêché est transformé en résidence pontificale, qui abrite plus ou moins durablement huit pontifes, d'Alexandre IV à Nicolas III. Durant cette période, plusieurs conclaves ont lieu à Viterbe, dont le plus long de l'histoire, qui dure 1006 jours, entre 1268 et 1271, pour l'élection du pape Grégoire X. Afin de consolider et d'affirmer leur juridiction sur le territoire, les évêques de Viterbe organisent des synodes diocésains. Les constitutions les plus anciennes, probablement à la suite d'un synode, sont celles publiées en 1254 par l'évêque Alferio ; au XIVe siècle, quatre synodes sont connus : trois célébrés par Angelo Tignosi (1320, 1323 et 1339) et un par Niccolò de Vetuli à Montalto di Castro en 1356. En 1523, le diocèse de Nepi (it), qui est rattaché au diocèse de Sutri (it) depuis 1435, est confié en administration apostolique à l'évêque de Viterbe, le cardinal Gilles de Viterbe, mais à sa mort en 1532, l'union de Nepi avec Sutri est rétablie.
Lors de la période post-tridentine, les évêques s'engagent activement dans la mise en œuvre des décrets du concile, par le biais d'une série de synodes diocésains, dont le premier est annoncé par Sebastiano Gualterio (1551-1566), et des visites pastorales dont celle mise en œuvre en 1573-1574. Au cours de cette visite, on dénombre 171 collégiales, églises paroissiales, confréries et monastères mais 19 seulement sont qualifiés d'églises paroissiales ou collégiales. Lors du recensement de 1639, ordonné par Brancaccio, il y a 17 paroisses dans la ville, avec une population de 11671 personnes ; dans le reste du diocèse, il y a probablement 16 autres églises paroissiales ainsi qu'une centaine d'églises monastiques et de lieux de piété.
Au milieu du XIXe siècle, le diocèse de Civita Castellana, Orte et Gallese cède le territoire de Canepina au diocèse de Viterbe. Le 2 mai 1936, par la bulle Ad maius christiani du pape Pie XI, l' abbaye territoriale de San Martino al Cimino est unie aeque principaliter à perpétuité.
Le 8 juin 1970, Luigi Boccadoro, ancien évêque de Montefiascone et d'Acquapendente, est également nommé évêque de Viterbe et Tuscania et abbé de San Martino al Cimino, unissant ainsi personnellement les cinq sièges. L'année suivante, le même évêque est nommé administrateur apostolique du diocèse de Bagnoregio. C'est la première étape d'un long processus conduisant à l'unification de tous les diocèses de la région de Viterbe. Avec la bulle Qui non sine du 27 mars 1986, le pape Jean-Paul II supprime les diocèses de Tuscania, Montefiascone, Bagnoregio, Acquapendente (it) et l'abbaye territoriale de San Martino al Cimino et leurs territoires regroupés au diocèse de Viterbe. Par la même bulle, le pontife place le diocèse sous le patronage de Notre-Dame de Quercia.
L’institut philosophique-théologique de Saint-Pierre est créé en 1998 à Viterbe, avec les deux facultés de philosophie et de théologie affiliées à l’athénée pontifical Saint-Anselme de Rome. L’Institut regroupe trois institutions antérieures : l’école théologique du séminaire interdiocésain de Viterbe, l’institut philosophique et théologique des capucins et l’institution analogue des Joséphites de Murialdo. L'Institut est situé dans l'ancien monastère rattaché à la basilique Santa Maria della Quercia. Le 26 mai 2004, est inauguré le centre de documentation diocésaine sur l'histoire et la culture religieuse de Viterbe (CE.DI.DO.) qui rassemble en un seul complexe les archives historiques du diocèse, du chapitre, des paroisses et les confréries diocésaines, ainsi que les bibliothèques du chapitre et des anciens séminaires de Viterbe et de Tuscania.

## Sources
- (it) Cet article est partiellement ou en totalité issu de l’article de Wikipédia en italien intitulé « Diocesi di Viterbo » (voir la liste des auteurs).
- Catholic-Hierarchy

### Articles liés
- Liste des diocèses et archidiocèses d'Italie
- Église catholique en Italie